# Esquilache (película)
Esquilache es una película española de la directora andaluza Josefina Molina que recrea un suceso ocurrido en la España del siglo XVIII, durante el reinado de Carlos III: el motín de Esquilache, donde cierto sector de la población se rebela contra las leyes establecidas por el Marqués de Esquilache, interpretado por Fernando Fernán Gómez. 
Esta película, estrenada en 1989, se basa en la obra teatral Un soñador para un pueblo, de Antonio Buero Vallejo.
La destitución y destierro del Marqués de Esquilache tras el motín tiene base histórica (se produjo el 19 de abril de 1766), aunque se desconoce la razón exacta de dicho destierro.

## Reparto
| Intérprete              | Personaje              |
| ----------------------- | ---------------------- |
| Fernando Fernán Gómez   | Marqués de Esquilache  |
| José Luis López Vázquez | Antonio Campos         |
| Ángela Molina           | Fernanda               |
| Ángel de Andrés         | Marqués de la Ensenada |
| Concha Velasco          | Pastora Patermo        |
| Adolfo Marsillach       | Carlos III de España   |
| Amparo Rivelles         | Isabel de Farnesio     |
| Alberto Closas          | Duque de Villasanta    |
| Tito Valverde           | Bernardo               |
| Roberto Martín          | Doublet                |
| Francisco Portes        | Sabatini               |
| Paco Hernández          | Agitador               |
| Josu Ormaetxe           | Cabecilla              |
| José Antonio Navarro    | Amotinado 1            |
| Félix Casales           | Amotinado 2            |
| Joaquín Notario         | Tirador de piedras 1   |
| Gary Piquer             | Tirador de piedras 2   |
| José Antonio Correa     | Hampón 1               |
| Cesáreo Estébanez       | Hampón 2               |
| Mauro Muñiz             | Hijo mayor             |
| Alberto de Miguel       | Joven criado           |
| Enrique Navarro         | Presidente Loterías    |
| Emilio Guardeño         | Mayordomo              |
| Antonio Díaz            | Ciego                  |
| José María Malo         | Carlos IV              |
| Encarna Bonacase        | M.ª Luisa de Parma     |
| Juan Meseguer           | Julián                 |

## Producción
La película se rodó en el Palacio Real de Madrid, lo que no se había logrado desde los años cincuenta, por lo que se tuvo que negociar mucho con Patrimonio Nacional. Se ve por ejemplo muy bien la escalera principal de entrada al Palacio, cuando Esquilache llega para refugiarse con Fernanda, en una escena donde la directora usa dos planos para abarcarla casi completamente hasta su bóveda.

## Premios y candidaturas
IV edición de los Premios Goya
| Categoría                     | Persona                                       | Resultado |
| ----------------------------- | --------------------------------------------- | --------- |
| Mejor película                | Mejor película                                | Nominada  |
| Mejor dirección               | Josefina Molina                               | Nominada  |
| Mejor actor protagonista      | Fernando Fernán Gómez                         | Nominado  |
| Mejor actriz de reparto       | Amparo Rivelles                               | Nominada  |
| Mejor actriz de reparto       | Concha Velasco                                | Nominada  |
| Mejor actor de reparto        | Adolfo Marsillach                             | Ganador   |
| Mejor guion adaptado          | Joaquín Oristrell Josefina Molina José Sámano | Nominados |
| Mejor música original         | José Nieto                                    | Nominado  |
| Mejor fotografía              | Juan Amorós                                   | Nominado  |
| Mejor dirección artística     | Ramiro Gómez Javier Artiñano                  | Ganadores |
| Mejor dirección de producción | Marisol Carnicero                             | Nominada  |